# Ryan Navion

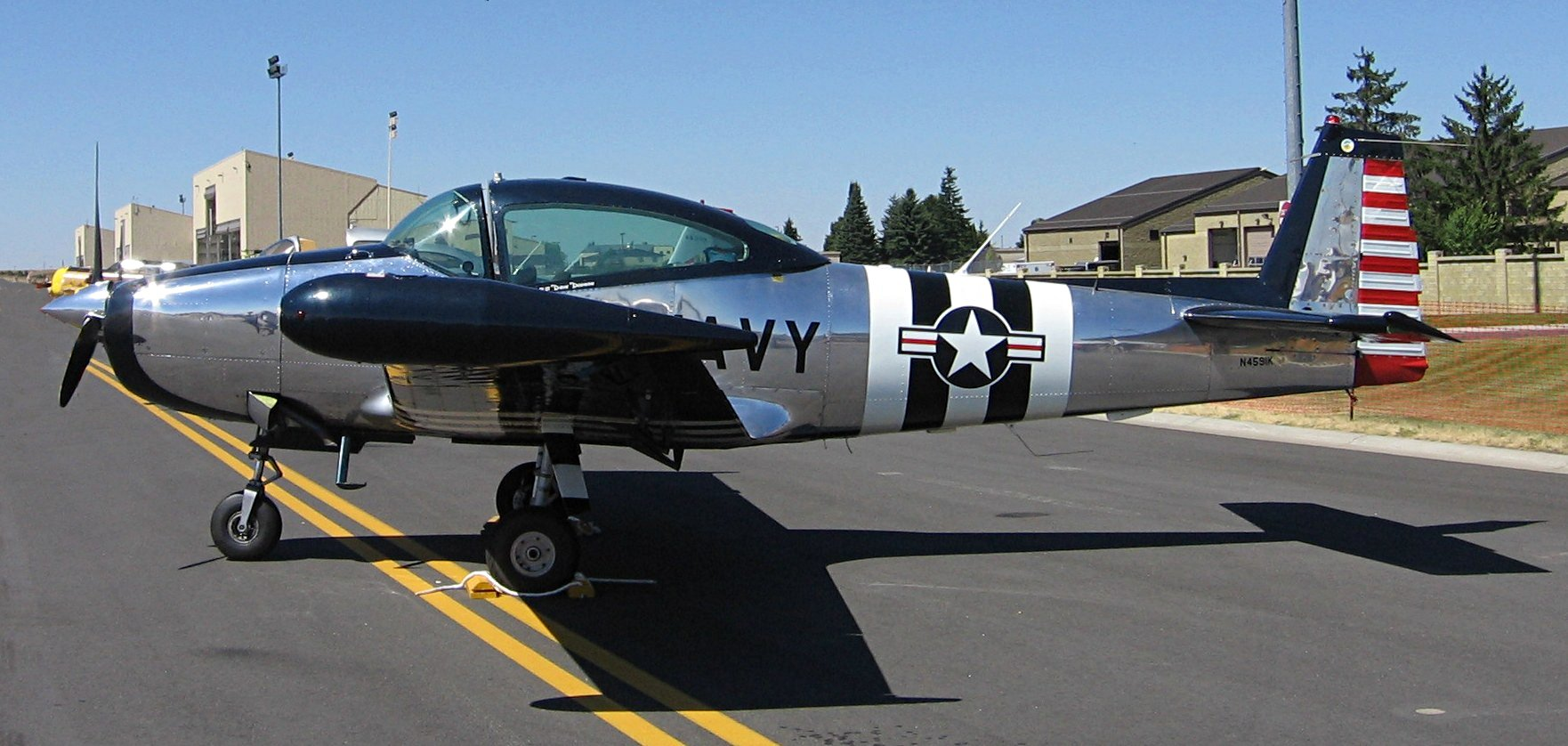
Navion với động cơ Continental IO-520.

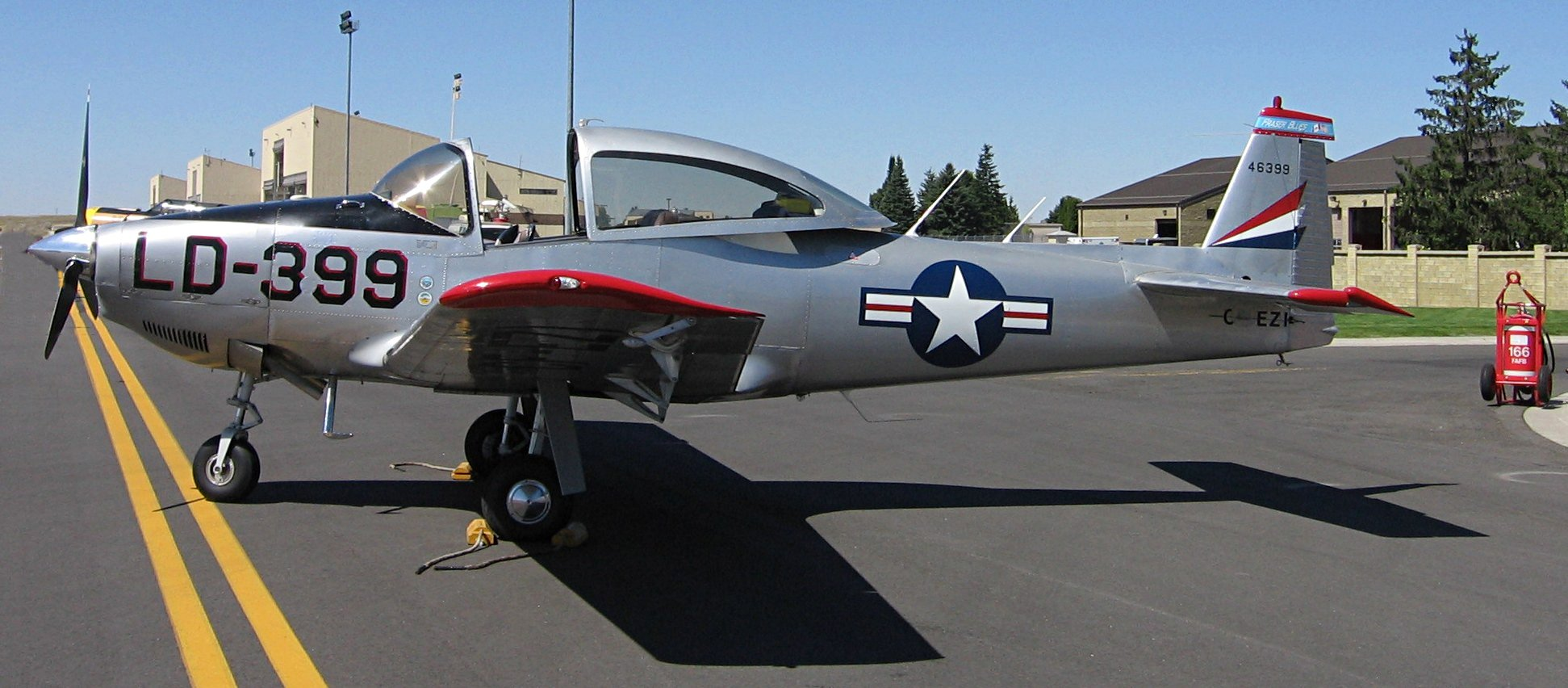
Buồng lái Navion

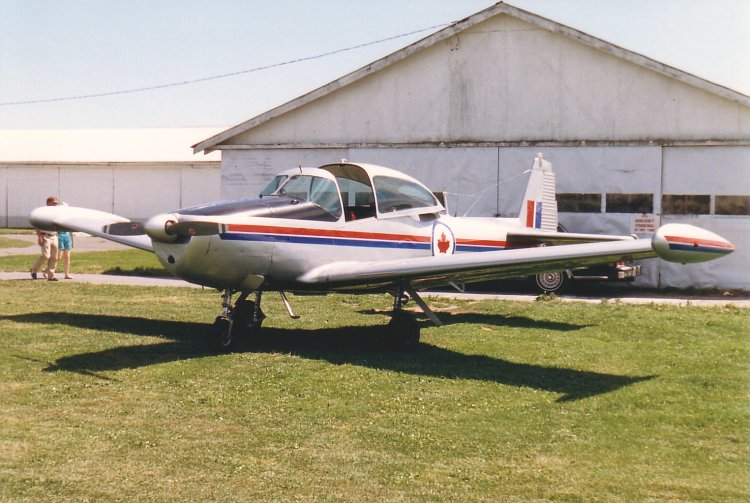
Ryan Navion tại Công viên hàng không Delta 1988

Navion là một loại máy bay 4 chỗ, 1 động cơ của Hoa Kỳ, được North American Aviation thiết kế chế tạo trong thập niên 1940. Sau đó được Ryan Aeronautical Company và Tubular Steel Corporation (TUSCO) chế tạo.

## Biến thể

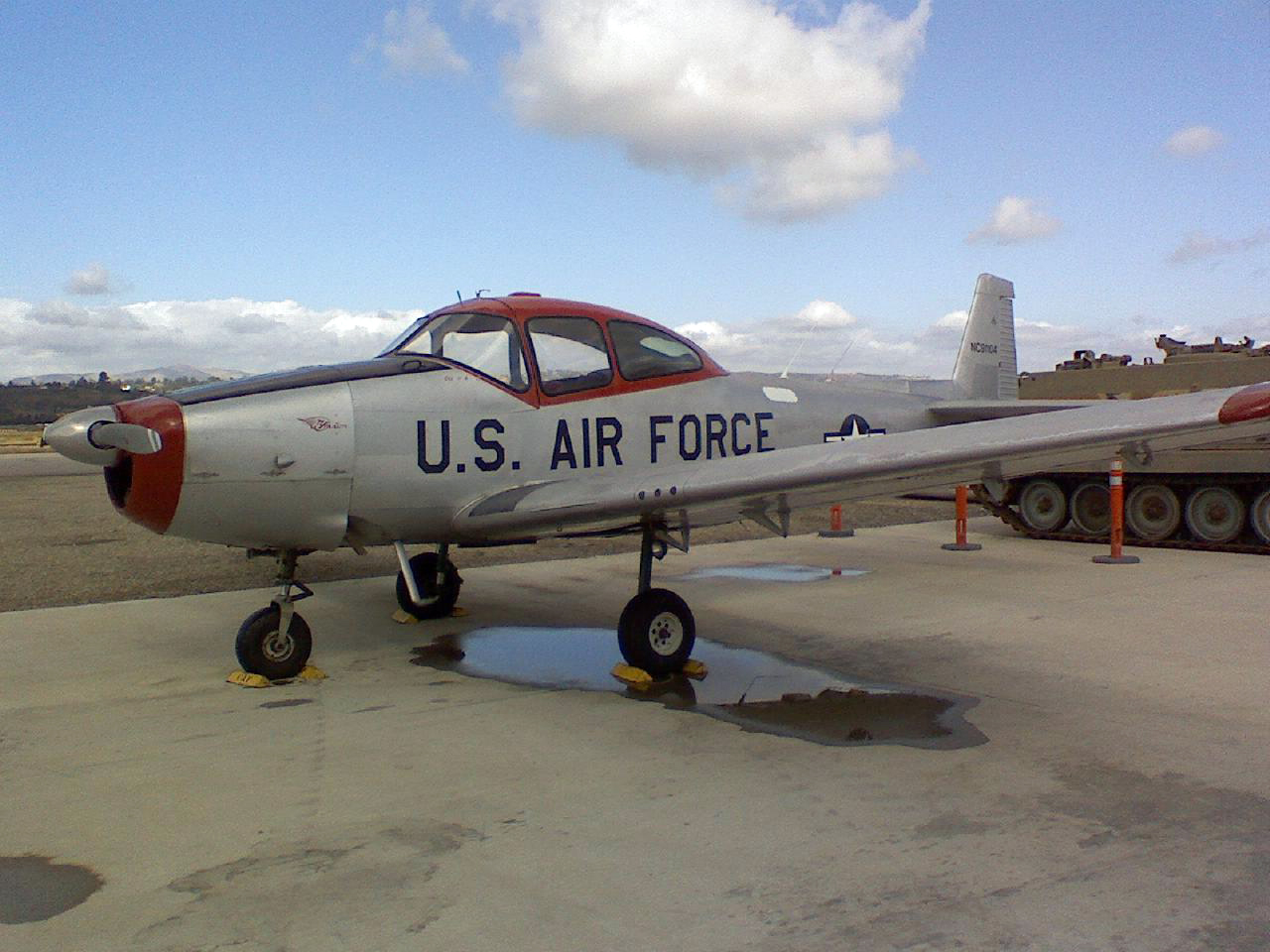
North American L-17A

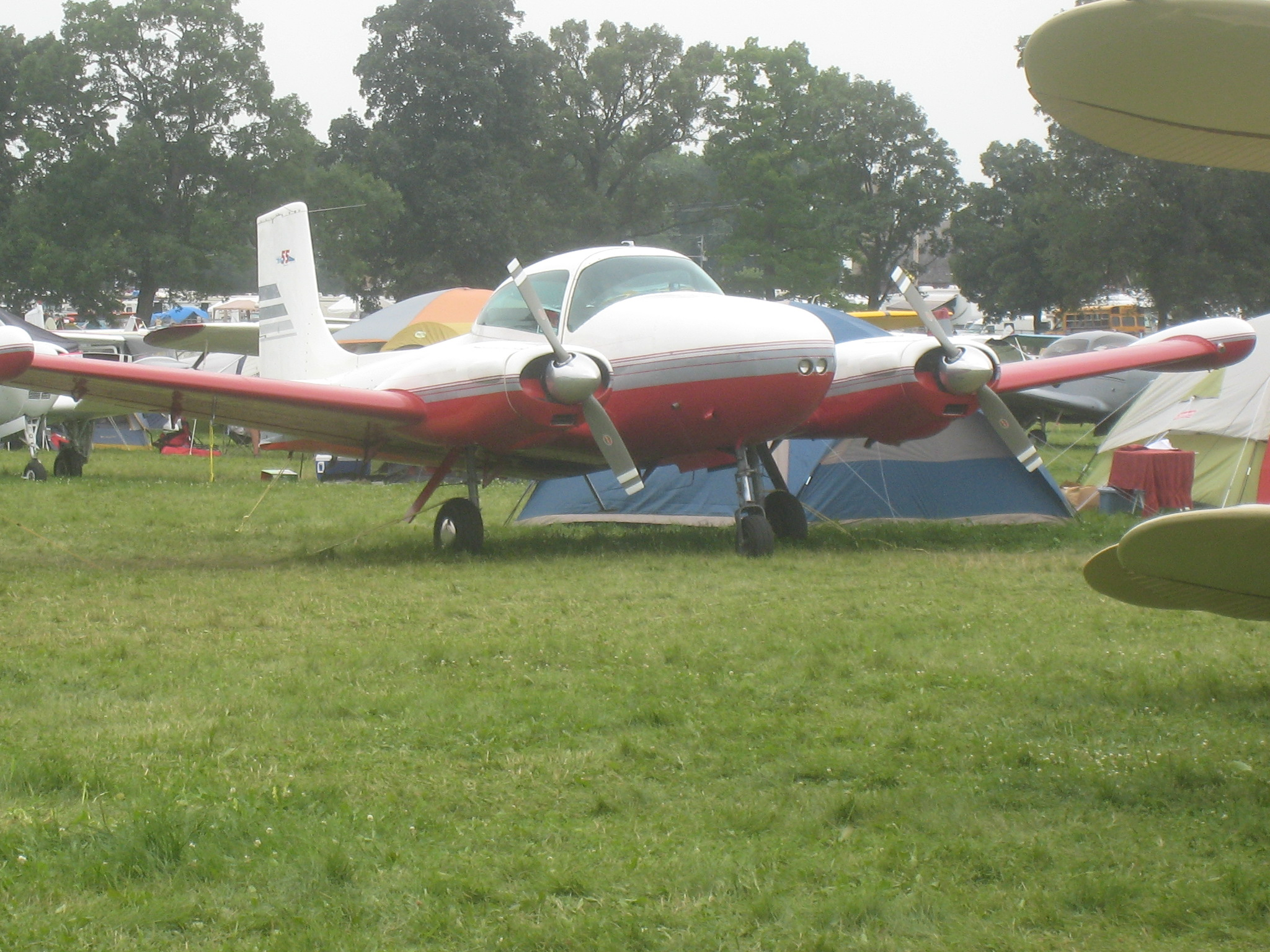
Navion

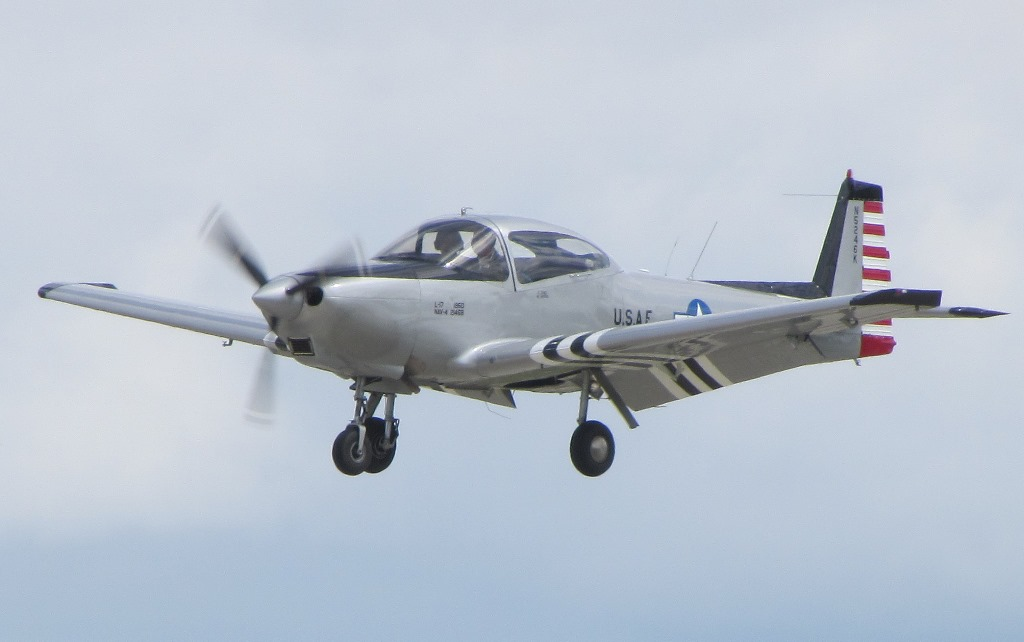
Ryan Navion B kiểu 1950

North American NA-143
North American NA-145 Navion
North American NA-154 Navion
Ryan Navion
Ryan Navion A
Ryan Navion B
Tusco Navion D
Tusco Navion E
Tusco Navion F
Navion G Rangemaster
Navion H Rangermaster
Ryan Model 72
Camair Twin Navion
X-16 Bi-Navion
D-16 Twin Navion
Temco D-16A

### Quân sự
L-17A
QL-17A
L-17B
L-17C
XL-17D
XL-22A
U-18A
U-18B
U-18C

## Quốc gia sử dụng

### Quân sự
- Không quân Hoa Kỳ[1]
- Lục quân Hoa Kỳ[2]
- Vệ binh quốc gia[3]

Không quân Vệ binh quốc gia Massachusetts

## Tính năng kỹ chiến thuật (L-17)
Đặc điểm tổng quát
- Kíp lái: 1
- Sức chứa: 3 hành khách
- Chiều dài: 27,25 ft (8,3 m)
- Sải cánh: 33,38 ft (10,17 m)
- Chiều cao: 8,53 ft (2,60 m)
- Diện tích cánh: 184 ft² (17,09 m²)
- Trọng lượng có tải: 2.750 lb, (1.247 kg)
- Động cơ: 1 × Continental E185, 185/205 hp (138/153 kW)

 Hiệu suất bay 
- Tốc độ không vượt quá: 165 knot (190 mph / 306 km/h)
- Vận tốc hành trình: 135 knot (155 mph / 250 km/h)
- Vận tốc tắt ngưỡng: 56 knot (64 mph / 103 km/h)
- Trần bay: 15.000 ft (4.572 m)
- Vận tốc lên cao: 1.250 ft/phút (381 m/phút)
- Tải trên cánh: (ước lượng) 11,4 lb/ft² (55,7 kg/m²)
- Công suất/trọng lượng: 13,4 lb/hp [5] (8,1 kg/kW)